# José Andrëa
José Mario Martínez Arroyo, plus connu par son nom de scène José Andrëa, né le 2 juin 1971 à La Paz en Bolivie, est un chanteur bolivien. Il est connu pour sa carrière solo, et comme membre au sein du groupe de folk metal espagnol Mägo de Oz.

## Biographie
José Mario Martínez Arroyo est né le 2 juin 1971 à La Paz en Bolivie, mais il a grandi à Madrid (Espagne), où sa mère ainsi qu'un professeur l'encouragèrent à chanter. Il fut ensuite professeur de chant et de chœurs pendant plusieurs années. En 1996, Txus Di Fellatio, batteur du groupe Mägo de Oz, passa à l'académie ou José donnait ses cours, cherchant un chanteur pour son groupe. Il se trouve qu'ils avaient joué la veille, et que José les avait vus. Txus interrogea José pour savoir s'il y avait un élève qui pourrait assumer le poste de chanteur du groupe, ce à quoi le professeur se propose lui-même.
Depuis 1996, José est le chanteur officiel du Mägo de Oz. Il se fit connaître du grand public avec ce groupe, et est depuis considéré comme l'une des meilleures voix masculines de la scène metal espagnole. Ses prix et nominations dans la catégorie de la « meilleure voix masculine », décernées entre autres par Rockferendum et MariskalRock, entre 2005 et 2008, ont contribué à sa réputation.
En 2004, il sort son premier album solo, Donde el corazón te lleve, produit par Txus et dédié aux personnes paraplégiques. Ce disque est composé de ballades de grands groupes de la scène heavy, tels Deep Purple ou Barón Rojo, dont les textes ont été traduits et adaptés à l'espagnol par Txus Di Fellatio.
Il quitte Mägo de Oz en 2011 et forme au début de 2012 le groupe José Andrëa y Uróboros.

## Discographie

### Albums studio
- 2004 : Donde el corazón te lleve

### Autres chansons
- Collaboration en tant que chanteur à la chanson "Y serás canción, écrite par Txus Di Fellatio sur son disque-livre de poèmes "El cementerio de los versos perdidos".
- Collaboration avec le groupe Sabor Amargo sur la chanson Este Invierno no Hace Frio.
- Collaboration avec Muro sur la chanson Mirada Asesina.
- Collaboration avec Txus et The Garb sur la chanson El Final.
- Collaboration avec Dragonfly sur les chansons 1000 Lágrimas" et Ángeles con una Sola Ala.
- Collaboration avec Ankhara sur la chanson Hasta el Fin.
- Collaboration avec le groupe allemand In Extremo sur la chanson En Esta Noche.

### Albums collaboratifs
- 1996 : Jesús de Chamberí (avec Mägo de Oz)
- 1997 : La Bruja (avec Mägo de Oz)
- 1998 : La Leyenda de la Mancha (avec Mägo de Oz)
- 1999 : Resacosix en España (avec Mägo de Oz)
- 2000 : Finisterra (avec Mägo de Oz)
- 2002 : Fölktergeist (avec Mägo de Oz)
- 2003 : Gaia (avec Mägo de Oz)
- 2005 : Gaia II: La Voz Dormida (avec Mägo de Oz)
- 2006 : The Best Oz (avec Mägo de Oz)
- 2007 : La Ciudad de los Árboles (avec Mägo de Oz)
- 2008 : Barakaldo D.F. (enregistré entre 2005 et 2006) (avec Mägo de Oz)